# Renální kolika
Renální kolika, jinak též ledvinová kolika, je bolest břicha proměnlivé intenzity s původem v ledvině či horní močové cestě. Může jít o symptom obstrukce močových cest – urolitiázy (tj. přítomnost a zaklínění kamenů ve vylučovací soustavě), průchodu (pasáže) sraženiny při hematurii (krev v moči), nádorových nebo nekrotických hmot či hnisu. Bolest vystřeluje do boku a zad, šourku či stydkých pysků a vnitřní strany stehen. Může být doprovázena pocením, nevolností, zvracením, hematurií. Diagnostikována může být prostřednictvím rentgenu (RTG) nebo ultrazvuku (UZ).
V případě akutní ledvinové koliky hrozí hromadění moči, hydronefróza, nekróza a selhání ledviny.